# Mark Hoppus
Mark Hoppus, né le 15 mars 1972 à Ridgecrest en Californie, est un musicien et chanteur américain. Il est le cofondateur ainsi que le bassiste et chanteur des groupes de pop punk californiens Blink-182 et +44, mais aussi Simple Creatures (en). Mark Hoppus est aussi producteur, il a produit entre autres les groupes New Found Glory et Motion City Soundtrack.

## Carrière musicale

### Groupes
À peine âgé de 14 ans, Mark Hoppus part vivre seul avec son père au Texas après le divorce de ses parents. Il reçoit sa première basse, une Fender noire, comme cadeau après avoir aidé son père à repeindre leur nouvelle maison. Installé à Ridgecrest, en Californie, il joue tout d'abord principalement des reprises de The Cure avec le groupe Pier 69. Il rejoint ensuite le groupe The Attic Children en 1988. Sa première ambition est de devenir professeur d'anglais.
Plus tard, il déménage à Poway où il fait la connaissance de Tom DeLonge par l'intermédiaire de sa jeune sœur, Anne Hoppus. Tom DeLonge était en effet un ami d'Anne et lui répétait sans cesse son désir de former un groupe sérieux et professionnel. Leur rencontre se déroule en août 1992 dans le garage de DeLonge. La nuit de leur première rencontre, Tom faisait du skateboard avec un groupe d'amis et pour se faire remarquer, Mark Hoppus grimpa au sommet d'un lampadaire, sauta et se brisa les deux chevilles.

#### Blink-182
Le premier groupe ainsi créé est nommé Duck Tape et prend un canard comme effigie. Le nom du groupe est très vite remplacé par Blink. Ayant besoin d'un batteur pour compléter le groupe ainsi créé, Tom DeLonge fait appel à Scott Raynor, alors âgé de 14 ans, dont il avait fait la connaissance à un concours musical. En 1992, le trio enregistre dans la chambre de Scott Raynor leur première cassette démo intitulée Flyswatter. Leur premier concert a lieu dans un bar mais les musiciens n'étant pas majeurs, ils sont autorisés à jouer seulement aux heures autorisées. Le public n'est pas au rendez-vous et le groupe est chassé du bar.
C'est à cette époque que Mark commence à travailler dans un studio local d'enregistrement. C'est d'ailleurs grâce à ce travail que Mark Hoppus obtient une stabilité financière suffisante pour supporter le groupe ainsi formé et l'amener à une carrière internationale. Nécessitant de plus en plus de temps pour ses concerts et ne se suffisant plus des week-ends que lui accorde son patron, il quitte finalement son travail en 1996. 

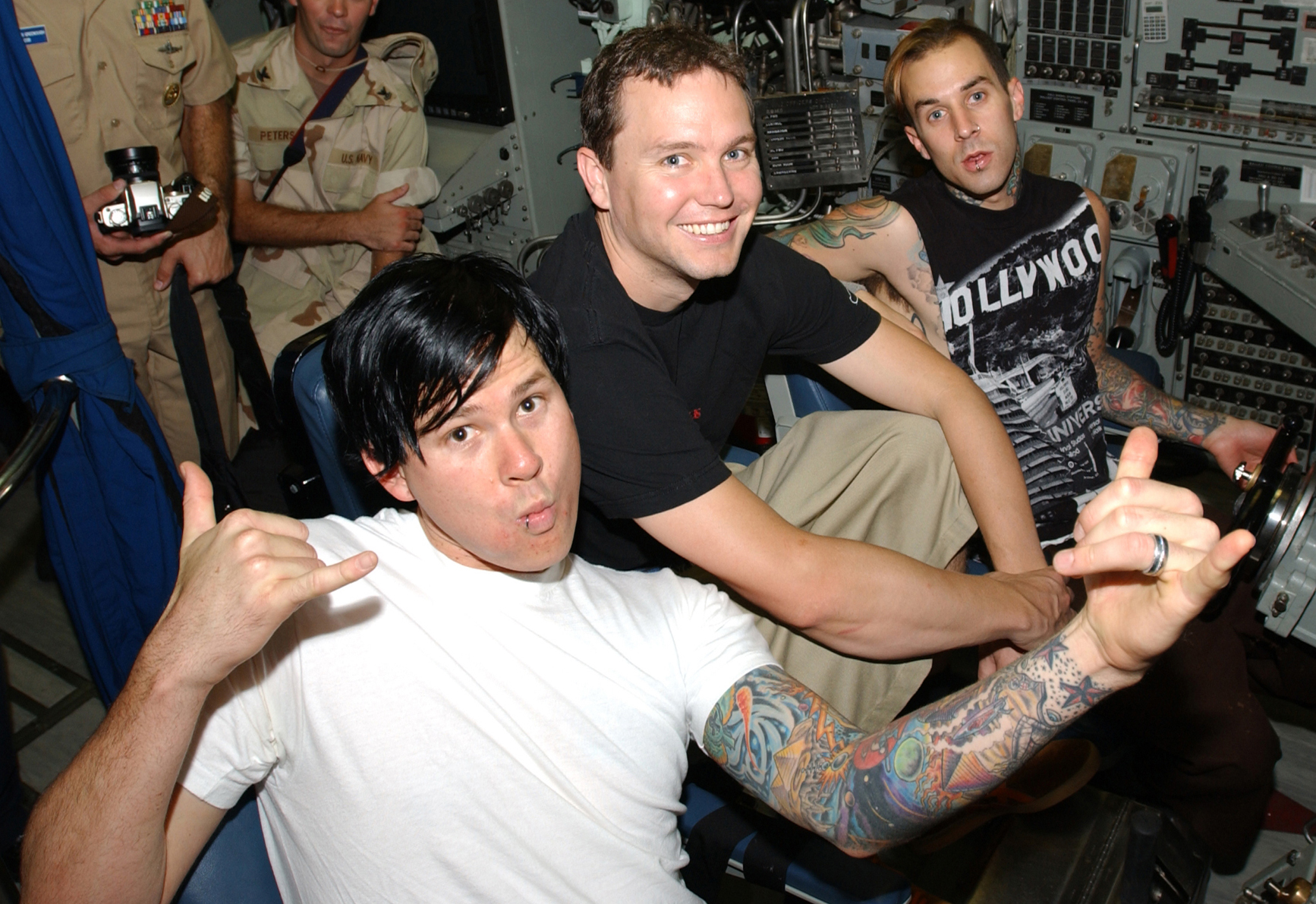
Mark Hoppus (au centre) avec Blink-182 en 2003.

Après un succès international reconnu, le groupe se sépare en février 2005.
En novembre 2008, Hoppus explique: «Avec tout ce qu'il s'est passé dernièrement, et après avoir échangé plusieurs coups de téléphone il y a quelques semaines, nous nous sommes revus pendant quelques heures, Tom, Travis et moi. Nous avons eu une conversation très positive. Nous sommes toujours amis, les retrouvailles se sont faites naturellement après ces quatre années sans se parler. Il est évident que la première question pour un grand nombre de personnes sera « Est-ce que cela signifierait une reformation de Blink-182 ? », mais aucun de nous n'a la réponse. Nous n'en avons pas du tout parlé. Maintenant, il est juste bon pour nous trois de nous revoir, de renouer, et de laisser le passé au passé. Les événements des derniers mois ont remplacé tout ce qui était arrivé avant.»
Le groupe annonce officiellement sa reformation le 8 février 2009 lors de la cérémonie des Grammy Awards. De nombreux concerts sont donnés à partir de l'été 2009 et le sixième album du groupe, Neighborhoods, sort fin septembre 2011. En 2015, Tom Delonge quitte le groupe, laissant Mark comme le seul membre originel de blink-182. Il est remplacé par Matt Skiba d'Alkaline Trio.

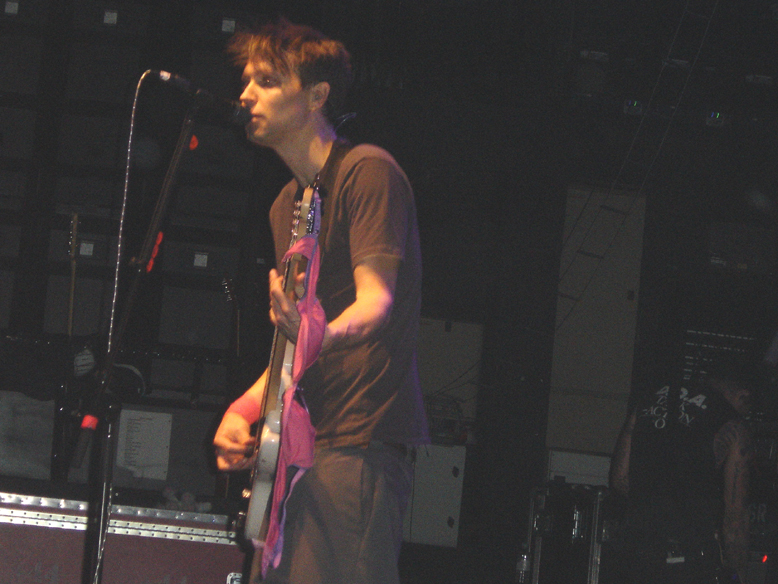
Mark Hoppus avec +44 en 2007.

#### +44
À la suite de la séparation de Blink-182, Mark Hoppus, Travis Barker, Shane Gallagher et Craig Fairbaugh créent un nouveau groupe baptisé +44 qui est aussi écrit Plus44 ou (+44). Leur premier album sort le 14 novembre 2006 et s'intitule When Your Heart Stops Beating.
En 2008, les membres du groupe annoncent que +44 est en pause indéterminée. À la suite du départ de Tom DeLonge de Blink- 182 en janvier 2015, les rumeurs d'une réunion de +44 sont démenties par Hoppus.

#### Simple Creatures
Le 24 janvier 2019, la chanson Drug du groupe Simple Creatures sort sur YouTube. Il est alors écrit en description : Simple Creatures is Mark Hoppus and Alex Gaskarth. Mark Hoppus et Alex Gaskarth ont alors créé un groupe ensemble et ils sortent le premier single officiellement le 25 janvier 2019. Le premier EP, Strange Love sort le 29 mars de la même année. Le duo réalise également un deuxième EP, Everything Opposite le 11 octobre 2019.  

### Instrument
À ses débuts, Hoppus utilise principalement des basses Ernie Ball Music Man. Il joue également sur diverses autres basses Fender, comme une P-Bass à la fin des années 1990.
Mark Hoppus possède sa propre série de basses : la Fender Mark Hoppus Jazz Bass (en). Il s'agit d'une basse hybride entre la Fender Precision Bass (ou "P-Bass") et la Fender Jazz Bass.
Il jouait sur un ampli Ampeg SVT-3, puis, il utilisa une tête Ampeg SVT Classic accompagné d'un cabinet Ampeg 8x10 SVT. À partir de 2011, Hoppus a commencé à utiliser, notamment en live, des amplis New Vintage. En 2016, il commence à utiliser des amplis Kemper Profiler en concert. 
Il utilise des cordes Ernie Ball Hybrid Slinky 45-105 et des médiators Dunlop Tortex .60 mm.

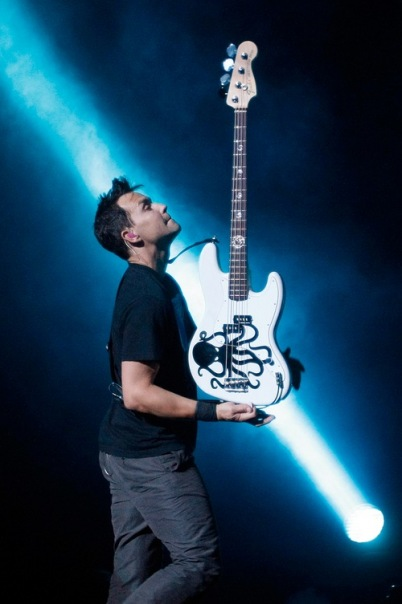
Hoppus avec Blink-182 en 2011.

### Production
À la fin des années 1990, Mark prend en charge le groupe Fenix*Tx après l'écoute de leur CD mais, en 1999, le succès de l'album Enema Of The State du groupe Blink-182 est tel qu'il lègue cette fonction au manager de Blink-182, Rick DeVoe.
Voici la liste des albums que Mark a produit :
- Motion City Soundtrack (Commit To This Memory, 2005)
- Rory (We're Up to No Good, We're Up to No Good, 2006)
- Idiot Pilot (coproducteur, Wolves, 2007)
- Something For Rocket (One Track Mind, 2007)
- Socratic (Spread The Rumors, 2008)
- Koopa (Lies Sell Stories, 2008)
- New Found Glory (Not Without A Fight, 2009)
- Fall Out Boy (America's Suitehearts: Remixed, Retouched, Rehabbed and Retoxed, 2009)
- Motion City Soundtrack (My Dinosaur Life, 2010)
- City (Comma) State (Shady Lane, 2011)
- PAWS (No Grace, 2016)
- Motion City Soundtrack (Crooked Ways (single), 2020)

Il a également coécrit le morceau The Rest Of My Life sur l'album In With The Out Crowd (2006) du groupe Less Than Jake.

### Apparitions vocales
Mark Hoppus fait quelques apparitions vocales sur différentes chansons dont voici la liste :
- The Ataris My So Called Life et That Special Girl (1998)
- Simple Plan I'd Do Anything (2002)
- Box Car Racer Elevator (2002)
- MxPx Empire (2004)
- MxPx Wrecking Hotel Rooms (2005)
- Motion City Soundtrack Hangman (2005)
- Renee Renee Paper Doll (2006)
- Vanilla Sky Nightmare (2007)
- Avec Pete Wentz (Fall Out Boy) In Transit dans la bande originale du film Alice au pays des merveilles (2010)
- City (Comma) State You Crush My Heart (2011)
- Tonight Alive Thank You And Goodnight (2011)
- Owl City Dementia (2012)
- McBusted (en) Hate Your Guts (2014)
- All Time Low Tidal Waves (2015)
- New Found Glory Ready and Willing II (2015)
- Neck Deep December (Again) (2016)
- PAWS Impermanent (2016)
- Goldfinger See You Around (2017)
- State Champs Time Machine (2018)
- Amy Shark Psycho (2018)
- The Used The Lighthouse (2020)
- McFly Growing Up (2020)
- Arrested Youth Find My Own Way (2021)
- Ricky Himself Parasocial (2021)
- A Day to Remember Re-Entry (2022)
- Smrtdeath adding up (2022)
- Avril Lavigne All I Wanted (2022)
- Beauty School Dropout - ALMOST FAMOUS (2022)

Mark Hoppus apparaît dans le clip de la chanson I Don't Care du groupe Fall Out Boy (2008), dans le clip All My Fault du groupe Fenix*Tx (1999) ainsi que dans la vidéo Weightless du groupe All Time Low (2009).

## Autres activités
En 2005, Mark Hoppus crée son podcast nommé "Hi, My Name Is Mark", publié environ deux fois par mois. Dans ce podcast, Mark Hoppus joue diverses chansons plus ou moins connues, interview ses artistes favoris et se souvient de certains moments de sa vie.
En septembre 2010, Mark se lance dans la présentation télé avec un talk-show intitulé A Different Spin With Mark Hoppus. Diffusé sur la chaine américaine Fuse, cette émission tourne essentiellement sur l'actualité musicale de groupes du moment, le tout avec humour et lives. En mars 2011, l'émission est rebaptisée Hoppus on Music.
En novembre 2011, il apparaît dans le film documentaire réalisé par Andrea Blaugrund Nevins The Other F Word qui suit différents membres de groupes punk rock pères de famille.

### Marques de vêtement
Mark a longtemps été copropriétaire de la marque Atticus avec Tom DeLonge. Mais après la séparation de Blink-182 en 2005, il revend ses parts pour ne plus avoir de contacts avec DeLonge. Mark a également mentionné le fait qu'il n'aimait pas la direction qu'Atticus avait pris. Aujourd'hui, la marque a été entièrement revendue par Tom DeLonge.
En 2012, Mark lance sa propre marque de vêtements "Hi my name is Mark" reprenant ainsi le nom de son podcast. La marque a pour logo une pieuvre également appelée "OctHoppus".

## Vie privée
- Mark Hoppus se marie avec Skye Everly le 2 décembre 2000. De cette union est né le 5 août 2002 un premier fils nommé Jack[17]. Il s'est d'ailleurs fait tatouer les prénoms Jack et Skye à l'intérieur de chaque poignet[18].
- Il possède son propre studio d'enregistrement au sein duquel sont produits les albums de Blink-182 et +44[19].
- En 2011, il décide de déménager à Londres avec sa famille. Il est supporter du club de Chelsea[20].
- Le 23 juin 2021, il annonce sur les réseaux sociaux souffrir d'un cancer, plus particulièrement d'un lymphome diffus à grandes cellules B, depuis quelques mois et est soigné par chimiothérapie[21]. Il annonce sa rémission le 29 septembre, malgré des contrôles réguliers[22].